# 롬멜의 아스파라거스

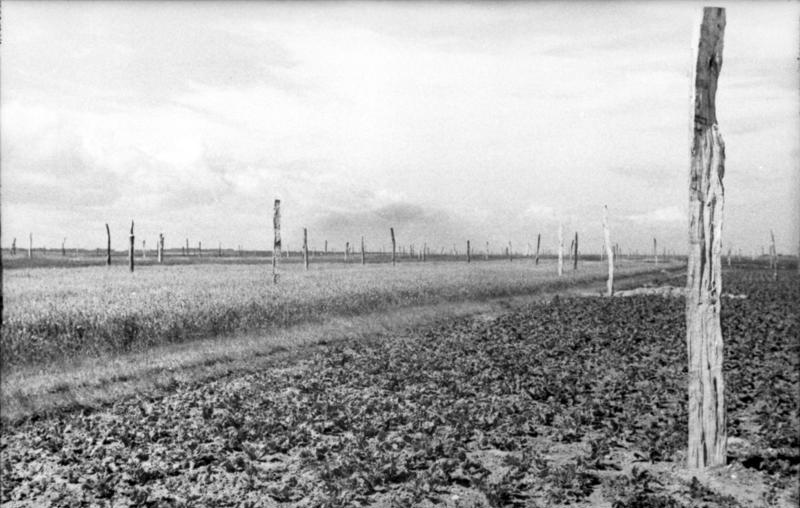
1944년 군사용 글라이더나 사람에게 피해를 입히기 위해 프랑스에 심어둔 나무 막대기

롬멜의 아스파라거스(독일어: Rommelspargel)는 제2차 세계 대전 당시 추축국이 연합국의 군사용 글라이더나 낙하산 부대의 침공에 피해를 입히기 위해 노르망디의 들판이나 초원에 연합국의 하강 예상 지점에 심어둔 4미터에서 5미터 정도 되는 길이의 통나무를 이르는 말이다. 독일어로 나무 기둥을 뜻하는 홀츠펠레(Holzpfähle)라 불리기도 하였으며, 1944년 초 프랑스나 네덜란드의 해안 지역에 공중에서 착륙하는 군인들에 대항하기 위해 세워졌다. 롬멜의 아스파라거스라는 이름은 당시 독일의 원수이자 이 방법을 고안하고 디자인한 에르빈 롬멜에서 따왔으며, 롬멜은 이를 공중 착륙 장애물이라는 뜻의 루프틀란데힌데르니스(Luftlandehindernis)라고 불렀다.
롬멜이 이끄는 군대는 들판에 100만 개가 넘는 나무 기둥을 배치하였지만, 노르망디 침공 작전을 저지하는 데에는 그리 큰 역할을 해내지 못하였다. 이후 코트다쥐르에서는 롬멜의 아스파라거스로 나온 사상자가 오직 300명 정도라는 것이 밝혀졌다.
롬멜의 아스파라거스는 특히 공중 침략하는 군대를 저지하기 위한 나무 기둥을 아리킨다. 이 단어는 또한 영국 해협이나 대서양에서 수륙양용 군대나 배의 상륙을 방해했던 통나무를 가리키는 데 사용되기도 하였다. 그렇게 사용된 나무 기둥은 장애물 기둥이라는 뜻의 헴발켄(Hemmbalken)이라는 이름으로 사용되었다. 하지만 실제로 사용된 결과 이런 나무 기둥은 배를 멈추기에는 너무 약했다.

## 디자인과 설계

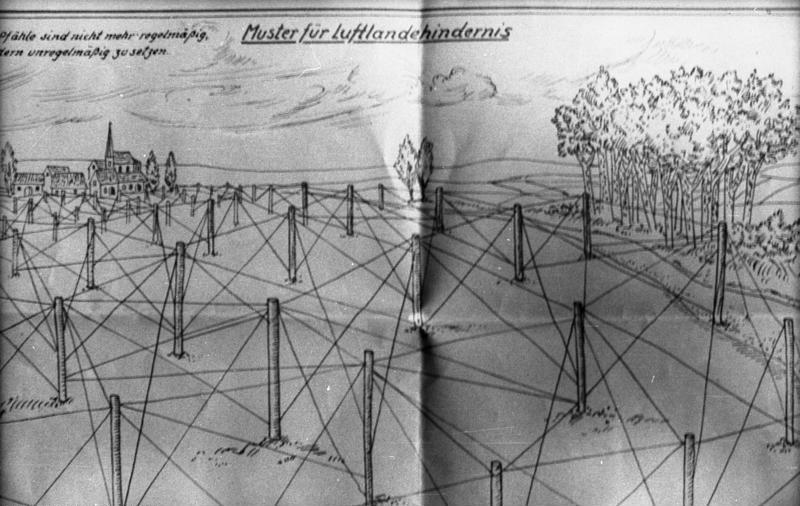
육군 원수 에르빈 롬멜은 자신의 부하 지휘관들에게 통나무 기둥과 철조망을 이어서 만든 방어 시설 계획을 보냈다.

1943년 11월, 롬멜은 프랑스 군정청에서 독일의 B 집단군을 지휘하고 있었다. 롬멜은 또 영국과 맞닿아 있는 프랑스의 해안에서 대서양 방벽의 방어를 지휘하였으며, 요새를 둘러보는 동안 방어 부분을 조금 더 구축하는 게 신속해야 될 것이라고 생각하였고, 수백만 개의 나무 기둥과 통나무들을 공수부대에 맞서기 위해 사용할 것이라고 명령하였다. 가시철사나 인계철선이 기둥에 묶여 걸려있어야 하는 방식으로, 롬멜이 부하들에게 계획을 알려주었으며, 이를 루프틀란데힌데르니스라고 불렀다.
롬멜은 적의 글라이더가 착륙할 수 있는 내륙의 들판이나 초원을 따라 지름 15cm에서 30mc정도 되는 나무 기둥을 지면에 세워 기둥의 약 2m에서 4m가 위로 돌출되는 형태가 되도록 하였다. 1평방킬로미터바다 약 1000여 개의 나무 기둥이 설치가 되었으며, 그 나무 기둥은 나무 줄기나 매우 두꺼운 나뭇가지로 만들어졌다. 기둥의 꼭대기에는 인계철선이 연결되어 있었으며, 세 번째 나무 기둥마다 그 위에 지뢰나 수류탄을 올려놓았다. 일부 지역에서는 나무 기둥 뿐만이 아니라 선로의 강철도 같은 목적으로 사용되었다.
이렇게 나무 기둥을 놓는 것만이 롬멜이 공수부대나 글라이더에 대항한 유일한 전술은 아니었다. 롬멜은 글라이더 부대나 낙하산 부대가 물에 빠져 익사하도록 일부 들판을 범람시키기도 하였다. 롬멜은 글라이더 보병과 낙하산 부대가 착륙지점에서 벗어나면서 포격을 받을 수 있도록 기관총을 사용하는 군인들에게 크고 빽빽한 벌판으로 둘러싸인 들판을 엄호하라고 지시하였다. 이에 생울타리는 글라이더 부대가 안전하게 착륙하는 데 가장 큰 위험이 되었고, 이에 롬멜의 아스파라거스보다 더 많은 사상자를 발생시키기도 하였다.
롬멜은 1944년 4월 이를 시찰한 후 많은 부문에서 큰 진전을 이루었다고 말하며, 일례로 한 사단에서만 거의 30만 개의 기둥을 새웠으며, 한 군단은 90만 개가 넘는다고 말하기도 했다. 그리고 "말뚝을 세운다고만 해서 방해물이 완성되는 것이 아니라 말뚝과 함께 철조망과 거기에 부착된 포탄이 함께 연결되어야 한다. 그러면 밧줄로 묶인 소가 기둥 아래를 지나가면서 목장 일을 하는 것이 가능할 것이다"라고 밝혔다.

### 문헌
- Hymoff, Edward (1986). 《The OSS in World War II》 (영어). Richardson & Steirman. ISBN 0-931933-38-2.
- Ambrose, Stephen E. (1994). 《D-Day, June 6, 1944: the climactic battle of World War II》. Simon and Schuster. ISBN 0-671-67334-3.
- Whitlock, Flint (2004). 《The Fighting First: the untold story of the Big Red One on D-Day》. Westview Press. ISBN 0-8133-4218-X.
- Devlin, Gerard M. (1979). 《Paratrooper – The Saga Of Parachute And Glider Combat Troops During World War II》 (영어). Robson Books. ISBN 0-312-59652-9.
- Masters, Charles J. (1995). 《Glidermen of Neptune: the American D-Day glider attack》 (영어). SIU Press. ISBN 0-8093-2008-8.
- Orfalea, Gregory (1999). 《Messengers of the Lost Battalion: The Heroic 551st and the Turning of the Tide at the Battle of the Bulge》 (영어). Simon and Schuster. ISBN 0-684-87109-2.
- Wetzig, Sonja (2000). 《Panzerhindernisse im 2. Weltkrieg Höcker, Rommelspargel etc》. Podzun-Pallas-Verlag GmbH. ISBN 3-7909-0698-0.
- Zaloga, Steven J.; Hugh, Johnson (2005). 《D-Day fortifications in Normandy》. Fortress Series (영어) 37. Osprey Publishing. ISBN 1-84176-876-6.